# Evides
Evides NV is een waterleidingbedrijf in Nederland. Het is in 2004 ontstaan uit een fusie van het Zuid-Hollandse WBE (Waterbedrijf Europoort) en het Zeeuwse DWB (Delta Water Bedrijf).

## Ontstaan
Rond de eeuwwisseling zat het Zeeuwse Delta Nutsbedrijven in een langdurig reorganisatieproces, onder meer vanwege de Europese liberalisering van de energiemarkt, en de ontvlechting van publieke taken en commerciële activiteiten. In 2004 werd het Delta Water Bedrijf (DWB) afgesplitst van Delta Nutsbedrijven en gefuseerd met het Zuid-Hollandse Waterbedrijf Europoort (WBE) tot de houdstermaatschappij Evides NV. DELTA en Waterbedrijf Europoort kregen elk de helft van de aandelen. De aandelen van WBE werden ondergebracht in de houdstermaatschappij Gemeenschappelijk Bezit Evides BV (GBE) en het 50% belang van Delta kwam rechtstreeks in handen van DELTA NV.

### Wijzigingen binnen Delta
Per 1 maart 2017 werden commerciële onderdelen van DELTA, samen met de merknaam DELTA, verkocht aan investeringsmaatschappij EQT. DELTA NV werd op die datum hernoemd tot PZEM NV, dat het 50% aandeel in Evides behield. Ten slotte werden in november 2021 deze aandelen voor 367 miljoen euro verkocht aan de aandeelhouders van PZEM NV (uitsluitend provincies en gemeenten) en ondergebracht in de houdstermaatschappij Gemeenschappelijk Bezit Evides Aqua BV (GBE Aqua). Hiermee was het belang in Evides formeel afgesplitst van PZEM NV, dat zich nog uitsluitend toelegde op activiteiten in de energiesector via haar dochtermaatschappij PZEM Energy BV.

### Huidige aandeelhouders
GBE Aqua bestaat thans uit de provincie Zeeland, de 13 Zeeuwse gemeenten en de gemeenten Woensdrecht, Bergen op Zoom en Goeree-Overflakkee. GBE is in eigendom van 18 gemeenten in Zuid-Holland Zuid: Albrandswaard, Barendrecht, Brielle, Capelle aan den IJssel, Delft, Dordrecht, Goeree-Overflakkee, Hellevoetsluis, Hoeksche Waard, Nissewaard, Maassluis, Midden Delfland, Rotterdam, Schiedam, Vlaardingen, Westland, Westvoorne en Zwijndrecht. In de statuten is vastgelegd dat alle aandelen in publiek bezit moeten blijven.

## Activiteiten
Het voorzieningsgebied beslaat zuidelijk Zuid-Holland, geheel Zeeland en een klein stuk van westelijk Noord-Brabant. Evides telt circa 2,5 miljoen klanten. De totale productie in 2019 bedroeg 158 miljoen m³ drinkwater en 95 miljoen m³ industriewater. Evides is daarmee na Vitens de tweede drinkwaterproducent van Nederland.
Evides heeft haar drink- en industriewater activiteiten gesplitst om een betere financiële transparantie te bewerkstelligen. Evides is 100% eigenaar van Evides Drinkwater B.V. (EDW) en van Evides Industriewater B.V. (EIW). Deze laatste is ook verantwoordelijk voor de zuivering van afvalwater. In 2019 werden 1,5 miljoen vervuilingseenheden verwerkt in de rioolwaterzuiveringsinstallaties. Evides neemt ook deel in een aantal afvalwaterzuiveringen buiten haar traditionele geografische werkgebied, waaronder die van Schiphol en de Harnaschpolder.

### Drinkwater
Het drinkwater wordt voor 80% bereid uit de rivier de Maas, voor 16% uit grondwater en voor 4% uit duinwater.
De drinkwater activiteiten vallen onder de Drinkwaterregulering, maar voor industriewater speelt deze regulering geen rol. Water is een essentieel product en de aanbieders zijn monopolisten. Om de afnemers te beschermen bepaalt de overheid in belangrijke mate de prijs van het drinkwater. De tarieven worden bepaald aan de hand van het rendement op het geïnvesteerde vermogen. De vermogensvergoeding wordt als volgt berekend: het quotiënt van het bedrijfsresultaat en het gemiddelde vermogen dat geïnvesteerd is in de drinkwatervoorzieningen zoals leidingen, gebouwen en installaties. Op basis van de drinkwaterregulering gold vanaf januari 2012 een maximale vermogensvergoeding van 6,0% en in 2019 was dit gedaald naar 3,4%.
Een van de productielocaties van Evides is de Berenplaat nabij de woonkern Beerenplaat in Spijkenisse, de grootste waterzuiveringslocatie in Nederland, in 1966 aangelegd om water te betrekken uit de Oude Maas. In 1973 kwamen de spaarbekkens in de Biesbosch gereed; sindsdien de grootste leverancier van het water. Hiermee worden onder meer de Zuid-Hollandse eilanden en Rotterdam-Zuid van water voorzien. De spaarbekkens zijn van N.V. Waterwinningbedrijf Brabantse Biesbosch (WBB) die voor 60% in handen van Evides en voor 40% van Brabant Water. Rotterdam ten noorden van de Maas wordt sinds 1977 bediend vanuit de productielocatie Kralingen met de kenmerkende reuzendruppels naast de Van Brienenoordbrug. Het eerste drinkwaterbedrijf van de stad vestigde zich in 1874 in de polder De Esch.

### Industriewater
De bronnen voor de productie van industriewater waren in 2022 voor 47% het Brielse Meer, voor 40% uit de Maas, voor 7% uit de Elbe en voor 6% uit afgestroomd Belgisch polderwater. Verder wordt jaarlijks zo'n 16 miljoen m³ gereinigd afvalwater ingezet als proceswater voor de petrochemische industrie. Evides werkt bijvoorbeeld samen met de gemeente Terneuzen, het Waterschap Scheldestromen ten behoeve van Dow Benelux. In dit project wordt het afvalwater van de gemeente Terneuzen op rioolwaterzuiveringsinstallatie De Drie Ambachten met een speciale membraan bioreactor gezuiverd tot zeer zuiver effluent. Dit water wordt vervolgens gedemineraliseerd en door Dow Benelux gebruikt voor diverse processen op haar productievestiging in Terneuzen.
Evides Industriewater is naast Waterbedrijf Groningen (WBG) mede-eigenaar van North Water in de provincie Groningen. In deze joint venture werken de partijen samen voor het verwerven en exploiteren van projecten en activiteiten op de markt van industrieel water en afvalwater in de noordelijke provincies.

## Productielocaties
- Beerenplaat (bij Spijkenisse)
- Rotterdam (Kralingen, aan de Schaardijk naast de Van Brienenoordbrug)
- Baanhoek (Dordrecht)
- Haamstede
- Demiwater Plant (DWP, op het Huntsman terrein)

## Ongevallen
Op 9 april 2009 kwam Evides in het nieuws doordat het de waterleidingen wilde testen en daarvoor de druk in de waterleidingen op liet lopen. Het gevolg hiervan was dat er meerdere buizen sprongen in de regio Rotterdam en 200 huishoudens zonder water kwamen te zitten. De problemen werden in de loop van 10 april hersteld.

## Trivia
Een aantal van de productielocaties van het vroegere WBE is ontworpen door de architect Wim Quist.